# HMS Cardiff (D58)
HMS Cardiff (D58) là một tàu tuần dương hạng nhẹ thuộc lớp tàu tuần dương C của Hải quân Hoàng gia Anh Quốc, được chế tạo trong giai đoạn Chiến tranh Thế giới thứ nhất, thuộc lớp phụ Ceres. Lớp phụ này, vốn còn bao gồm HMS Ceres, HMS Coventry, HMS Curacoa và HMS Curlew, giữ lại kiểu dáng hai ống khói và chỉ khác biệt đôi chút so với lớp phụ Caledon trước đó.
Cardiff được đặt lườn tại xưởng đóng tàu Fairfield Shipbuilding and Engineering Company vào ngày 22 tháng 7 năm 1916. Nó được hạ thủy vào ngày 12 tháng 4 năm 1917 và được đưa ra hoạt động cùng Hải quân Hoàng gia vào ngày 25 tháng 6 năm 1917. Tên của nó được đặt theo tên thủ đô của xứ Wales

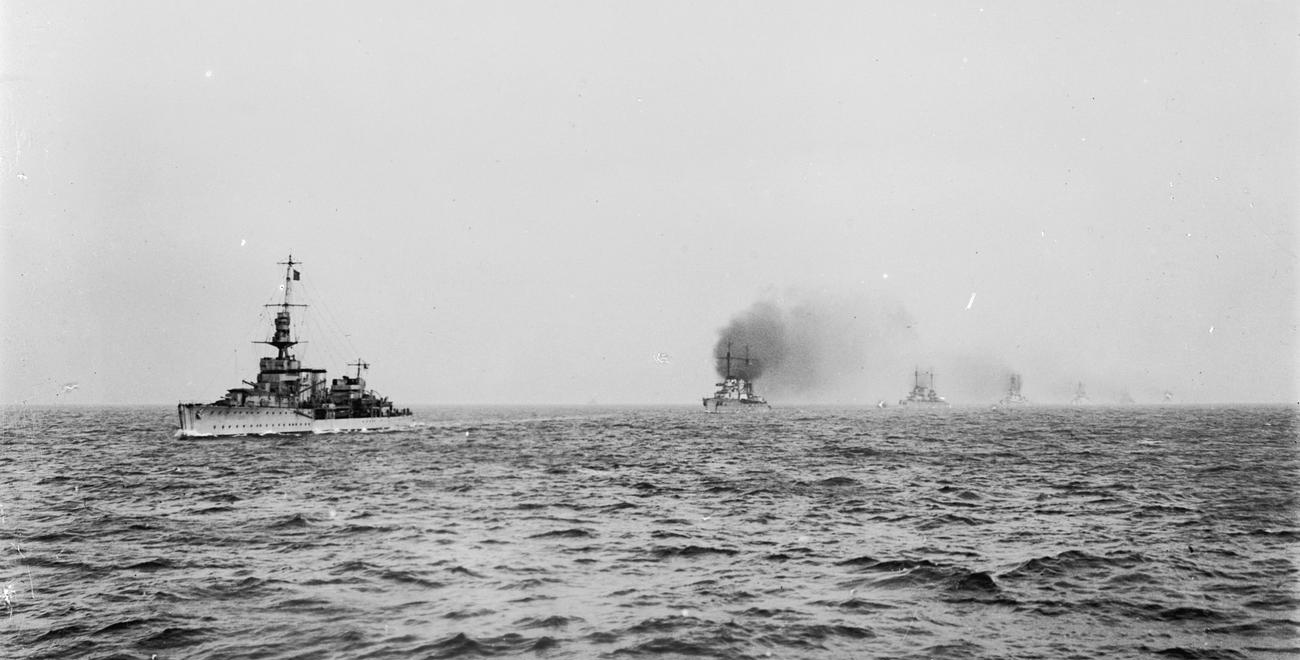
Cardiff dẫn đầu các tàu chiến-tuần dương Đức đầu hàng đi vào Rosyth vào cuối Chiến tranh Thế giới thứ nhất

Cardiff trở thành soái hạm của Hải đội Tuần dương nhẹ 6 trong thành phần Hạm đội Grand vào tháng 7 năm 1917. Năm 1918, Cardiff có vinh dự dẫn đầu Hạm đội Biển khơi Đức đầu hàng đi đến River Forth. Theo thỏa thuận đình chiến, những con tàu Đức sẽ bị chiếm giữ, nhưng vẫn còn thuộc quyền chỉ huy của Đức. Hạm đội Đức sau đó bị đánh đắm theo lệnh của sĩ quan chỉ huy, Đô đốc Ludwig von Reuter, để đảm bảo không bị rơi vào tay những người chiến thắng. Mặc dù Thế Chiến I đã kết thúc, việc phục vụ của nó vẫn chưa ngừng; khi nó được bố trí đến biển Baltic, hoạt động gần Reval (Tallinn), Estonia chống lại lực lượng Bolshevik trong vụ can thiệp bao gồm các lực lượng trên bộ Đồng Minh. Vào tháng 11 năm 1921, nó hộ tống Hoàng gia Áo-Hung đến Madeira.
Giữa hai cuộc thế chiến, do được cho là đã lạc hậu, Cardiff phục vụ tại nước ngoài; vào đầu những năm 1930, nó là soái hạm của Africa Station.
Lúc mở đầu Chiến tranh Thế giới thứ hai, Cardiff được sử dụng một thời gian ngắn vào việc hộ tống các đoàn tàu vận tải, bao gồm việc săn đuổi các tàu chiến-tuần dương Đức Scharnhorst và Gneisenau sau vụ đánh chìm chiếc HMS Rawalpindi vào ngày 23 tháng 11 năm 1939. Sau đó nó được cải biến để sử dụng như một tàu huấn luyện. Sau chiến tranh, nó bị bán để tháo dỡ vào ngày 23 tháng 1 năm 1946, và được tháo dỡ tại xưởng tàu của Arnott Young, tại Dalmuir, Scotland từ ngày 18 tháng 3 năm 1946.